# Eduard Reimoser
Eduard Reimoser, né le 29 décembre 1864 à Feldsberg en Moravie et mort le 8 janvier 1940 à Vienne, est un arachnologiste autrichien qui s'est particulièrement consacré à la taxonomie des araignées d'Europe centrale et orientale (notamment des régions danubiennes), ainsi qu'à celles d'Égypte et du Soudan et de l'Amérique du Sud. Il a effectué nombre d'expéditions scientifiques dans les régions sus-mentionnées, même à un âge avancé. Il part ainsi avec d'autres naturalistes autrichiens pour le Costa Rica en 1930.
Il a décrit de nouvelle espèces et de nouveaux genres, comme Bristowia, et a accumulé au fil des ans une vaste collection d'araignées, mais aussi de coléoptères, qui a été acquise par le Muséum d'histoire naturelle de Vienne, institution avec laquelle il a collaboré de 1925 à sa mort.

## Biographie
Après avoir reçu son habilitation, Reimoser devient d'abord enseignant dans des écoles moyennes (cycle court du secondaire), puis inspecteur d'écoles secondaires de district, fonction qu'il conserve jusqu'en 1925, année de sa retraite.
Il s'intéresse aux araignées au début de sa carrière qu'il observe in situ, commençant à les collectionner. Il recueille d'abord des spécimens qu'il trouve en Autriche et dans les provinces de l'Autriche-Hongrie, puis il voyage en Afrique de l'Est, au Moyen-Orient, aux îles de la Sonde et en Amérique du Sud (1907-1908).
Nonobstant sa formation d'autodidacte, Reimoser parvient au cours du temps à gagner la réputation de spécialiste auprès des arachnologistes de son époque, dès la parution en 1915 de son premier ouvrage Echte Spinnen aus Mesopotamien (Les Araignées de Mésopotamie), puis de celle de Katalog der echten Spinnen des paläarktischen Gebiete (Catalogue des araignées de la région paléarctique), en 1919.
La direction du Muséum d'histoire naturelle de Vienne lui décerne en 1927 le titre exceptionnel de correspondant du Muséum (Korrespondent des Naturhistorischen Museums), en témoignage de reconnaissance pour ses travaux et pour sa collection.

## Publications
- Echte Spinnen aus Mesopotamien, Annal. Nat. Mus. Wien, Vienne, 1913
- Die Spinnengattung Micrathena, Verhandlg. zool. bot. Ges. Wien, Vienne, 1917
- Katalog der echten Spinnen des paläarktischen Gebietes, Abhandlg. zool. bot. Ges Wien, Vienne, 1919
- Araneida in: Tölg, Ergebn. einer zool. Forschungsreise nach Kleinasien, Archiv f. Naturgesch., 1919
- Araneida in: Beiträge z.K. der Fauna Dalmatiens, Zool. Jahrbuch, 1919
- Fauna Sumatrensis. Araneina, Supplem. Entomolog., 1925
- Arachniden aus dem nördl. und östl. Spanien, Senckenbergiana, 1926
- Fauna Simalurensis. Araneina, Entomolog. Mitteilg., 1927
- Spinnen von Sumatras. Ostküste, Miscell. zool. Sumatrana, 1927
- Spinnen aus Pulu Berhala, Miscell. zool. Sumatrana, 1927
- Die Spinnenfauna von Pulu Berhala, Miscell. zool. Sumatrana, 1929
- Spolia Mentawiensia. Araneae, Bull. Raffles Mus. Singapore, Singapour, 1929
- Eine neue Höhlenspinne aus Dalmatien, Senckenbergiana, 1929
- Araneina aus Norddalmatien, Annal. Nat. Mus. Wien, Vienne, 1929
- Eine neue Nesticus-Art aus dem Kaukasus, Zool. Anz., 1930
- Araneae in: Prierodosl. Istr. Sjevern. otocja I. Dugi I. Kornati (Jugoslav. Akadem.), 1930
- Araneae in: Beier, Zool. Forschungsreise nach d. Jonisch. Inseln, Sitzber. Ak. Wiss. Wien, Vienne, 1930
- Einheimische Spinnen, Die Natur, 1925-1932
- Echte Spinnen der deutschen limnolog. Sunda-Expedition, Arch. f. Hydrobiolog., 1931
- Arachnoiden der Sunda-Expedition Rensch, Mitteilg. zool. Mus. Berlin, 1931
- Fauna Sumatrensis. Araneina I. Teil, Tijdschrift v. Entomol., 1933
- Araneae aus Südindien, Revue suisse zool., 1934
- The Spiders of Krakatau, Proc. Zool. Soc. London, 1934
- Fauna Buruana. Arachnoidea, Treubia, 1936
- Beitrag zur Spinnenfauna von Erythraea, Mem. Soc. Entomolog. Italia, 1937
- Spinnentiere oder Arachnoidea VIII in: Dahl's Tierwelt Deutschlands, 1937
- Wissenschaftliche Ergebnisse der österreischichen biologischen Expedition nach Costa Rica. Die Spinnenfauna, Annal. Nat. Mus. Wien, Vienne, 1939
- Integumentwechsel bei Spinnen, Tabul. Biolog., posthume

## Hommages
Plusieurs espèces lui sont dédiées:
- (Araneidae) Anepsion reimoseri Chrysanthus, 1961
- (Tetragnathidae) Leucauge reimoseri Strand, 1936
- (Araneidae) Mastophora reimoseri Levi, 2003
- (Trechaleidae) Syntrechalea reimoseri, Caporiacco, 1947
- (Linyphiidae) Typhlonyphia reimoseri Kratochvíl, 1936

## Source
- (it) Cet article est partiellement ou en totalité issu de l’article de Wikipédia en italien intitulé « Eduard Reimoser » (voir la liste des auteurs).